# Aréna Maurice-Richard
Die Aréna Maurice-Richard ist eine Eissporthalle im Olympiapark der kanadischen Stadt Montreal, Provinz Québec. Der Namensgeber der Halle ist der ehemalige Eishockeyspieler und -trainer Maurice Richard (1921–2000).

## Geschichte
Die 1961 eröffnete Arena hat eine runde Grundform mit einem Durchmesser von 93 m und verfügt über eine 31 m hohe Kuppel aus Stahlbeton, welche mit Aluminium verkleidet ist. Insgesamt verfügt das Gebäude über vier Haupteingänge und drei Etagen.
Während den Olympischen Sommerspielen 1976 in Montreal war die Aréna Maurice-Richard Austragungsort der Wettkämpfe im Ringen und Boxen. Dabei wurde die Eisfläche mit einer Metallkonstruktion abgedeckt, wodurch im Innenraum der Halle eine Fläche von 450 m² entstand. Neben der Fläche für die Kämpfe wurden im Innenraum zudem 90 Presseplätze sowie 1410 temporäre Sitzplätze für die Zuschauer geschaffen. Die bestehenden Tribünen boten Platz für weitere 5660 Zuschauer. Nach den Halbfinalkämpfen im Boxen am 29. Juli 1976 wurde die Struktur innerhalb der Halle in 13 Stunden verändert. So wurde der Boxring abgebaut und ins Forum de Montréal, wo die Finalkämpfe stattfanden, transportiert und zwei Matten für die Wettkämpfe im Ringen am Folgetag errichtet. 
Nach den Spielen wurde die Halle wieder zu einer Eishalle umfunktioniert. 1994 erfolgte die Renovierung der Bahn. Zwischen 1999 und 2003 war die Halle Heimspielstätte des Eishockeyclubs Rocket de Montréal. Inzwischen ist die Eisfläche für Shorttrack umgestaltet worden.